# María Bonobo
María Bonobo es una banda chilena formada en el año 2015. 
Siempre críticos con la realidad chilena, esta agrupación ofrece un ecléctico electro pop, que sin miedo a las fusiones, brilla con gran intensidad en cada una de sus producciones musicales, así como en sus energéticas y performáticas presentaciones en vivo. 
Según el sitio web Portamento "María Bonobo, (es) una agrupación de pop electrónico con toques experimentales y psicodélicos que francamente sorprende no solo por su calidad como músicos, sino que también por su extravagante estilo y energética puesta en escena.
Son pocas las bandas chilenas que sorprenden por esto último, y es que es algo complicado, arriesgarse y encontrar un estilo diferente y particular es difícil, es trabajo. Sin embargo, María Bonobo lo hace perfectamente, se arriesga, cruza el límite y fija su estilo de una excelente manera. Sus atuendos, looks y energética puesta en escena lo hacen ser una banda particular, una banda con aires al mejor pop internacional."

## Historia
En el otoño de 2015, siendo estudiantes de música en la Facultad de Artes de la Universidad de Chile, Fabián, Manuel, Carlos y Patricia son invitados a crear un show de apertura para Me Llamo Sebastián, en un concierto para la "Semana de la Diversidad", organizada por una Secretaría de Género estudiantil. 
Con la clara intención de hacer bailar y reflexionar al público asistente, tomando como referencia artística a Pedro Lemebel e Hija de Perra y sin mayores expectativas, los estudiantes preparan canciones y una performance feminista para el concierto. 
Durante esos primeros días de ensayo surge el nombre de la banda, el que hace referencia a los chimpacés bonobos, cuyo comportamiento social y sexual es admirado por los miembros del grupo. Por otra parte, el nombre  "María" es agregado como referencia al capítulo "Los mil nombres de María Camaleón" del libro Loco Afán: Crónicas de Sidario de Pedro Lemebel.
En su concierto debut con Patricia en la voz, Fabián en guitarra y teclados, Manuel en la electrónica y Carlos en el bajo, María Bonobo logra una muy entusiasta recepción en el público universitario, por lo que sus integrantes deciden continuar con el proyecto y profesionalizarlo.
Luego de participar en varios conciertos universitarios, lanzan su primer videoclip para el sencillo "Bonobo" el 8 de marzo de 2017, en plena conmemoración del día internacional de la mujer, dirigido por Carla Díaz. 
Este mismo año publican su primer EP, grabado, mezclado y masterizado por Darío Llancamán. El trabajo cuenta con un remix de la canción "Femicidio en la Alameda" realizado por Pedro Frugone (La Ley), quien se entusiasma con el sonido de la banda luego de ver su videoclip. Este remix sería el inicio de una relación de amistad y trabajo con el músico. Desde este momento, se integra oficialmente a la banda Jorge Llanos en batería. 
En junio de 2017, lanzan el disco físico con un concierto en Espacio Diana, evento que agotó todas las entradas y tuvo que repetirse en una segunda fecha con igual éxito de convocatoria.
El medio Expectador, define este primer trabajo de María Bonobo de la siguiente manera: Un calificativo perfecto para el debut de María Bonobo sería que es sumamente agresivo. Cada melodía, riff y beat van directo a la médula con un discurso feminista bastante claro en el cual no escatiman esfuerzos. Por supuesto cada miembro muestra sus credenciales de manera sutil, creando en conjunto un electropop industrial cautivante y repleto de identidad, pues de todas formas, se puede bailar y criticar de manera filosa una miserable realidad.
En el verano de 2018, realizan una gira que los lleva a presentarse en varias ciudades de Chile, destacando el concierto de Diacero en Valparaíso, donde María Bonobo actúa como show de apertura con una excelente recepción del público.
A finales de este año, vuelven a entrar al estudio, para grabar su segundo EP, titulado "La Vida Bonoba", esta vez producido y mezclado por Pedro Frugone, grabado por Darío Llancamán en Llancamaiden Studios y Santiago Records, con baterías grabadas por Felipe Opazo en Estudio Rui2 y masterizado por Carli Beguerie en Mastering Boutique.
En 2019, lanzan "Feliz", primer sencillo de "La Vida Bonoba", el que cuenta con la colaboración vocal de Ignacio Redard. Canción que cuenta con un llamativo videoclip rodado en un plano secuencia invertido, dirigido por Joaquín Jiménez.
En este momento, la banda acaba de lanzar su nuevo EP en formato digital, distribuido por Tierra de Fuego, del cual se está promocionando el segundo sencillo "Nuestra Histeria", canción que experimenta con el reguetón y el rock, del que pronto se espera el estreno de su videoclip promocional.

## Discografía
- María Bonobo (2017)
- La Vida Bonoba (2019)
- Al Unísono (2023)

### Sencillos
- Feliz feat. Ignacio Redard (2019)
- Nuestra Histeria (2019)
- Alas Rotas (2021)
- Rabia (2021)

## Reconocimientos
- En 2017, el medio musical Expectador, reconoce el EP homónimo "María Bonobo" como uno de los grandes discos chilenos del año, dejándolo en el puesto 9.
- En 2018, Patricia Rojas fue nominada como mejor vocalista en los premios Sonidos del País.